# Wilhelm Weber (ginnasta)
Ernst Friedrich Wilhelm Weber (Berlino, 27 dicembre 1879 – Teupitz, 28 aprile 1963) è stato un ginnasta e multiplista tedesco.

## Biografia
Partecipò ai Giochi della III Olimpiade che si svolsero a Saint Louis nel 1904. All'Olimpiade vinse la medaglia d'argento nel concorso generale individuale e la medaglia di bronzo nel concorso a tre eventi.
Weber prese parte anche ai Giochi olimpici intermedi di Atene del 1906 e ai Giochi della IV Olimpiade di Londra del 1908, ma in entrambe le manifestazioni non riuscì a vincere nessuna medaglia.

## Risultati
| Anno | Manifestazione             | Sede        | Evento               | Risultato |
| ---- | -------------------------- | ----------- | -------------------- | --------- |
| 1904 | Giochi della III Olimpiade | Saint Louis | Concorso individuale | Argento   |
| 1904 | Giochi della III Olimpiade | Saint Louis | Concorso - 3 Eventi  | Bronzo    |
| 1904 | Giochi della III Olimpiade | Saint Louis | Triathlon            | 21º       |
| 1906 | Giochi olimpici intermedi  | Atene       | Concorso individuale | 6º        |
| 1906 | Giochi olimpici intermedi  | Atene       | Concorso - 5 Eventi  | 7º        |
| 1906 | Giochi olimpici intermedi  | Atene       | Concorso a squadre   | 5º        |
| 1908 | Giochi della IV Olimpiade  | Londra      | Concorso individuale | Eliminato |